# Дом Пачкунова
Дом Пачкунова — памятник градостроительства и архитектуры в историческом центре Нижнего Новгорода. Построен между 1846 и 1852 годами в стиле русского классицизма, по проекту архитектора А. А. Пахомова. Позже перестроен несколько раз в стиле эклектики.
Является значимым элементом исторической застройки улицы Варварской — одной из главных улиц исторического центра Нижнего Новгорода. Представляет собой образец здания, первоначально выстроенного в стиле классицизма и позже перестроенного в духе эклектики.

## История
Домовладение под современным адресом № 14 по улице Варварской стало застраиваться с середины XIX века. Землевладение на углу улиц Осыпной (Пискунова) и Варварской, выходящее на красную линию Варварской и Ковалихинской улицы принадлежало купцу Дмитрию Дмитриевичу Пачкунову. В 1846 году был составлен фасад и план на постройку дома Д. Д. Пачкунова в Кремлёвской части на Варварской улице. Каменный дом на каменном фундаменте был возведён на усадьбе, обозначенной на плане 1848—1853 годов под № 16, на ранее обширном свободном квартальном участке.
По проектным чертежам 1846 года предполагалось выстроить каменный двухэтажный дом с подвалом в классицистическом стиле, с симметричной композицией фасада и минимальным декором. Дом был выстроен между 1846 и 1852 годами по проекту архитектора А. А. Пахомова.
До революции здание было перестроено несколько раз: первоначальный пятиосевой объём был дополнен новым угловым; затем здание было надстроено мансардным этажом и декорировано в стиле эклектики.
В современный период со стороны Варварской улицы по проекту архитектора Н. Полтановой в 2001 году был пробит вход в магазин на месте оконного проёма, с лестницей и козырьком. В 2006 году по проекту НИП «Этнос» устроены входы с общей лестницей в магазин и офисное помещение со стороны улиц Варварской и Ковалихинской. В 2009 году над входом устроен козырёк. В 2008 году заполнения окон заменены на пластиковые.

## Архитектура
Дом Пачкунов представляет собой двухэтажное с мансардой и подвалом кирпичное здание усложнённой П-образной в плане формы с усечённым южным углом. Фасады расчленены декоративными поясами, карнизный пояс под крышей дополнен сухариками. Первый этаж главного западного фасада рустован. Прямоугольные окна создают простую композицию фасадов, дополненную декоративными элементами со стороны Варварской улицы — нишами и слабо выраженными пилястрами.